# 박진 (극작가)
박진(朴珍, 1905년 7월 10일 ~ 1974년 10월 26일)은 일제강점기와 대한민국의 극작가 겸 연출가이다. 본명은 박승진(朴勝進)이며, 호는 우석(愚石)이다. 다른 이름으로 남궁 춘(南宮 春), 박영진(朴英珍), 박진(迫眞)이 있다.

## 생애
대한제국 고관 출신으로 일제 강점기에는 조선총독부 중추원 참의를 지낸 남작 박기양의 차남이다. 1911년에 경성부의 명문가 자제들이 다니는 교동보통학교에 입학하였으며, 이때부터 연극에 흥미를 가지기 시작했다.
1918년에는 양정고등보통학교에 입학하였고, 1923년에 일본으로 유학을 떠나 도요 대학과 니혼 대학에서 수학했다. 일본 유학 중 연극에 대한 관심이 더욱 깊어졌다. 학교는 졸업하지 못하고 1927년에 귀국했다.
귀국과 동시에 연극 연출로 연극계에 정식으로 데뷔하였으나, 경제적인 어려움으로 극단 활동은 순조롭지 않았다. 박진은 1929년에 《별건곤》 기자로 입사하여 한동안 언론인으로 활동하였다. 1934년에 토월회 재기 공연작인 《아리랑고개》가 큰 성공을 거두어 이름을 알리게 되었고, 이 시기부터 연출 외에 극작을 병행하기 시작했다.
1935년에 동양극장이 개관하여 전속계약을 맺고 1939년까지 연출가이자 극작가로서 전성기를 보냈다. 동양극장 공연은 주로 비극과 시대물로 구성되었으나, 박진은 희극에 장기를 보였다. 1939년에 동양극장을 나와 아랑을 설립했으며, 일제 강점기 말기의 총동원 체제에서는 관변기구에서 활동하며 친일 연극을 무대에 올린 기록이 있다.
한국 전쟁 중에는 육군 군예대 소속으로 공연 활동을 했고, 종전 이후로 한국 연극계의 중추적인 인물이 되었다. 대한민국예술원 회원을 비롯하여 국립극단 단장, 전국예술문화단체총연합회 부회장, 한국연극협회 이사장, 한국무대예술연구소 소장 등 연극계의 요직을 두루 거쳤다. 예술원상과 서울시 문화상, 국민훈장을 수여받았다.

## 박진을 연기한 배우
- 정원중 - 2001년 《동양극장》 KBS 드라마

## 같이 보기
- 동양극장
- 박기양

## 참고자료
- 강옥희,이영미,이순진,이승희 (2006년 12월 15일). 《식민지시대 대중예술인 사전》. 서울: 소도. 135~139쪽쪽. ISBN 9788990626264.